# Lockwood, Kalifornien
Lockwood är ett kommunfritt område och en så kallad census-designated place i Monterey County i Kalifornien. Vid 2010 års folkräkning hade Lockwood 379 invånare.